# La Gatta (Gargoyles)
La Gatta (Maggie the Cat), il cui vero nome è Margaret "Maggie" Reed è un personaggio della serie televisiva a cartoni animati Gargoyles - Il risveglio degli eroi realizzata dalla Disney e andata in onda dal 1994 al 1997.

## Storia
Maggie è un'orfana originaria dell'Ohio; a diciannove anni il suo fisico attraente ed atletico (che fa ipotizzare una qualche passata carriera sportiva) la convince a tentare la carriera da attrice, quindi parte per Manhattan, qui si stabilisce in un dormitorio ed incomincia a fare provini; sfortunatamente i guadagni non sono quelli sperati e presto finisce i soldi per pagare l'affitto e viene sfrattata; non avendo parenti cui chiedere aiuto né un luogo in cui tornare o i soldi per fare il viaggio di ritorno in Ohio, presto la ragazza finisce a vivere in mezzo alla strada come una vagabonda, riducendosi anche a mendicare.
Una notte venne avvicinata da un uomo di nome Anton Sevarius, il distinto signore la mette a disagio e perciò lei gli mente sulla sua condizione, dicendo che è solo una sistemazione temporanea; l'uomo, conscio che nessuno verrà a cercare una senza tetto come Maggie capisce che è la preda adatta a lui e le offre un posto di lavoro come assistente nel suo laboratorio di genetica alla Gen-U-Tech, la ragazza, disperata accetta.
In realtà il dottore l'ha solo raggirata e la giovanissima senza tetto diviene il prototipo per la razza mutante di simil-gargoyles commissionata da Xanatos. Maggie viene dunque sedata ed imprigionata senza troppe spiegazioni, dopo pochi giorni scopre con orrore che dopo l'iniezione somministratale il suo corpo sta mutando; trovandosi con il corpo ricoperto di peli, i lineamenti del viso felini e due piccole ali che le crescono sulla schiena, la giovane scopre tra i vantaggi della mutazione una forza sovruman che le permette di fuggire dallo stabilimento; verrà in seguito notata dall'alto da Broadway e Brooklyn, i quali cercano di salvarla dal team di pedinamento della Gen-U-Tech senza successo.
Brooklyn si innamorerà della giovane mutante e racconterà a Golia dell'accaduto nella speranza di andare a salvarla. Dunque penetreranno nei laboratori e la libereranno, causando l'incidente che uccide Sevarius e distrugge la cura.
Verrà in seguito portata alla torre dell'orologio sopra il distretto di polizia in cui vivono i gargoyles, qui le creature cercheranno di farle capire che sono dalla sua parte, ma lei ne è spaventata e li considera dei mostri; dunque fuggirà e tornarà al castello di Xanatos, dove, dopo uno scontro con i gargoyles proprio nel castello, fuggirà con gli altri mutati, temendo che i gargoyles vogliano farla rimanere per sempre un "mostro" come loro.
Durante il periodo che intercorre tra la loro fuga e la seguente apparizione, i mutati vivno fuggendo dalla società e le loro mutazioni avanzano fino a stabilizzarsi; in Maggie lo si può vedere bene; la sua mutazione definitiva le conferisce delle ali molto più grandi che all'inizio, i capelli lunghi fin'olre il fondoschiena, i tratti del viso simili al muso di una leonessa, mantiene il suo fisico statuario ma diviene molto più alta, quasi una gigantessa. I compagni la soprannominano "la Gatta" (Maggie the Cat).
In seguito tornerà da Xanatos insieme ai compagni, credendolo l'unica speranza di tornare umani; tuttavia scopriranno che Sevarius è vivo e lo raggiungeranno nel suo vecchio laboratorio, qui troveranno Elisa (sorella di Talon) e Golia e li affronteranno fino all'arrivo di Xanatos, il quale rivela il suo vero ruolo nella loro mutazione e porta via il dottore; rimane una fiala contenente la cura creata da Sevarius su ordine di Golia; Maggie è intenzionata a prenderla per tornare quella di sempre ma Talon la convince che è un rischio stupido e, nel farlo rivela i suoi sentimenti per la donna, che si scoprono ricambiati.
Maggie, rinunciato alla cura aiuta dunque Talon e i suoi compagni, stabilitisi nel sottosuolo a creare una sorta di civiltà sotterranea per proteggere le persone di New York e qui, scopre che alcuni vagabondi che l'avevano incontrata al tempo in cui viveva per strada la riconoscono e non la considerano affatto un mostro; assieme ai compagni mutati difenderà tutti i senzatetto di Manhattan ed aiuterà i gargoyles a proteggere la città dai criminali; maturata ed accettato il suo aspetto diverrà amica di Brooklyn, che però non ricambierà mai per via della sua relazione con Talon.
In seguito quando Talon si deciderà a mostrarsi alla sua famiglia rivelando loro della sua nuova vita, presenterà Maggie ai genitori e alle sorelle, la famiglia dell'uomo si abituerà con facilità all'aspetto dei due ed alle loro attività ed accoglierà la ragazza con affetto, tanto che diventerà anche una buona amica di Beth Maza.
Aiuterà Talon e i gargoyle a sedare la rivolta di Fang, e proprio grazie al suo ingegno riescono a catturare il guerrafondaio mutato.
Quando alla fine della terza serie non canonica i gargoyle vengono comunemente accettati dal mondo, anche lei e il suo clan escono alla scoperta come tali.
Nel seguito canonico delle prime due stagioni a fumetti, Maggie viene ferita da Ailog, mentre nell'Eyre Building si sta tenendo una festa in maschera di Halloween, venuto a reclamare gli altri cloni. Lei aspetta un figlio da Talon, e quest'ultimo preoccupato molto che le sue ferite possano infierire sul nascituro, va all'Eyre Building chiedendo al dott. Sato di curarla. Quest'ultimo quindi visita Maggie e grazie alle sue abilità di medico riesce a curarla e garantisce che il loro figlio in grembo non correrà più alcun rischio, con loro conseguente gioia.

## Poteri e abilità
Come i veri gargoyles, la Gatta dispone di forza, resistenza e agilità sovrumane, è in grado di sfondare una porta di metallo a spallate, abbattere un muro di pietra a pugni, perforare l'acciaio con gli artigli. Può pareggiare la velocità di un felino in un percorso rettilineo e per abbatterlo ci vogliono come minimo quattro uomini armati. È estremamente resistente ai sedativi e al dolore ed è capace di affrontare anche più avversari alla volta con una destrezza incredibile.
Per ovviare allo svantaggio della pietrificazione diurna, momento in cui i gargoyles si trovano in uno stato simile al sonno per un umano; caratteristica che permette alla specie di riprendersi da ferite e stordimenti nonché di fare a meno dell'immenso approccio calorico necessario per il loro sostentamento (all'incirca tre mucche al giorno secondo Sevarius); Il genetista nel creare i mutati li ha forniti di un filo di DNA d'anguilla, che le permette di ricaricarsi costantemente d'energia; dunque per vivere non avrebbe bisogno né di mangiare né di bere.
Grazie a questa caratteristica la Gatta può inoltre manipolare l'elettricità in tutte le sue forme, da raggi d'energia a scariche elettriche.
La Gatta possiede due grandi ali simili a quelle dei pipistrelli, la cui apertura è perfino maggiore a quella di un'aquila reale; esse a differenza di quelle dei veri gargoyles le permettono realmente di volare, e non soltanto di planare.
Quando era umana si presentava già con un fisico atletico ed allenato, facendo presumere una carriera sportiva.
Di notte, come ogni felino, i suoi occhi divengono fosforescenti.

## Curiosità
- È l'unica mutata a chiamare Talon Derek.
- Quando l'aveva avvistata dall'alto, inizialmente Brooklyn credeva fosse Dèmona.
- Il suo soprannome originale Maggie the Cat è un tributo al personaggio del dramma Cat on a Hot Tin Roof (La gatta sul tetto che scotta) di Tennessee Williams
- L'autore Greg Weisman ha confermato che lei e Talon si sposeranno.